# Noche y día (novela)
Noche y día (título original en inglés, Night and Day) es la segunda novela de Virginia Woolf, publicada el 20 de octubre de 1919. Ambientada en el Londres eduardiano, Noche y día contrasta las vidas cotidianas de dos amigas, Katharine Hilbery y Mary Datchet. La novela examina las relaciones entre el amor, el matrimonio, la felicidad y el éxito.
Woolf usa el diálogo y las descripciones de pensamiento y acción en idéntica medida, a diferencia de una novela suya posterior, Al faro. Hay cuatro personajes principales (Katharine Hilbery, Mary Datchet, Ralph Denham y William Rodney) a los que se vuelve continuamente. Noche y día trata de asuntos en relación con el sufragio femenino, si pueden coexistir el amor y el matrimonio, y si es necesario casarse para tener la felicidad. Los motivos a lo largo del libro incluyen las estrellas y el cielo, el río Támesis y los paseos; también, Woolf hace numerosas referencias a las obras de William Shakespeare, especialmente a Como gustéis.
En Noche y día, lo mismo que en su predecesora Fin de viaje, se pone ya de manifiesto la intención de la escritora de romper los moldes narrativos heredados de la novelística inglesa anterior, en especial la subordinación de personajes y acciones al argumento general de la novela, así como las descripciones de ambientes y personajes tradicionales; sin embargo, estos primeros títulos apenas merecieron consideración por parte de la crítica. 

## Personajes

### Katharine Hilbery
Katharine Hilbery es una protagonista. Como nieta de un poeta distinguido aunque de ficción, está bendecida (y maldecida) por ser de clase privilegiada. Aunque se espera que escriba literatura que gane premios, Katharine en secreto prefiere las matemáticas a la literatura. Al comienzo de la novela Katharine se compromete con William Rodney; después de un tiempo ponen fin al compromiso. Al final Katharine acepta casarse con Ralph Denham. 
La madre de Katharine, que el lector conoce sólo con el nombre de señora Hilbery, tiene un papel muy significativo en la vida de Katharine, mientras que a su padre, el señor Trevor Hilbery, sólo se le ve en contadas ocasiones. El señor Hilbery desaprueba los actos de los jóvenes protagonistas al final de la novela, como el abandono de su compromiso por Katharine y William y luego el rápido compromiso de William con Cassandra, la prima de Katharine. Aunque Mary y Katharine son los principales personajes femeninos, Katharine no interactúa con frecuencia con Mary. Katharine es una persona muy solitaria, y el conflicto entre el matrimonio y la independencia es evidente en ella.

### Ralph Denham
Un abogado al que ocasionalmente el padre de Katharine publica artículos, se ve por vez primera a Ralph Denham en el libro en la fiesta de té de los Hilbery. Deja la fiesta diciendo "Ella lo hará...Sí, Katharine Hilbery lo hará...Me quedaré con Katharine Hilbery" (p 24), y desde su punto de vista, Ralph está en una búsqueda constante de Katharine. Muchas veces acecha a Katharine a través de las calles de Londres y a menudo pasa por su casa, esperando verla dentro.
La relación de Ralph con William Rodney es relativamente formal, mientras que la relación de Ralph con Mary es más amistosa. En un momento dado de la historia, Ralph se da cuenta del amor de Mary hacia él y le hace una proposición; sin embargo, Mary ya se ha dado cuenta de que en realidad él ama a Katharine.

### Mary Datchet
Mary Datchet, la hija de un vicario rural, es una trabajadora por el sufragio en la ciudad. Aunque ella podía vivir cómodamente sin trabajar, Mary elige trabajar. Mary puede ser considerada como un paralelo al ideal de Virginia Woolf tal como lo detalla en "Una habitación propia", "Profesiones para mujeres" y otros ensayos feministas.
La vida romántica de Mary es breve y nada exitosa. Se enamora intensamente de Ralph Denham, y desea trasladarse al campo con él. Sin embargo, cuando él finalmente le propone matrimonio, ella lo rechaza, considerándolo insincero. 
Mary también sirve como una salida emocional para los personajes, especialmente Ralph y Katharine. Cuando cualquiera de los personajes, Ralph, Katharine u otro, necesita hablar de los que siente, su amor o su angustia, siempre van a tomar el té a casa de Mary.
A diferencia de los otros personajes al final de la novela, Mary no se casa.

### William Rodney
Rodney es un poeta en ciernes y a menudo hace que la gente escuche sus obras mediocres. Es el primer interés romántico de Katharine; sin embargo, se siente atraído por Katharine sobre todo por el estatus de su abuelo como uno de los más grandes poetas ingleses. Rodney a menudo intenta impresionar a Katharine; sin embargo, no se da cuenta de que no es tan bueno como se cree. Después de que Katharine lo deje, Rodney se interesa por Cassandra Otway, la prima de Katharine. Mientras que Katharine representa la nueva generación de ideas sobre el matrimonio, Cassandra representa las antiguas ideas victorianas sobre el tema: la mujer sirve al hombre. Al final del libro, Rodney se compromete con Cassandra.

### Otros personajes secundarios
La historia, aunque se centra en Katharine, Ralph, Mary y William, está salpicado de personajes secundarios (la mayor parte aparecen sólo en los distintos tés que se celebran) incluyendo:
- Cassandra Otway, la prima de Katharine que se compromete con William
- El señor y la señora Hilbery
- El señor Datchet
- La señora Cosham
- La tía Celia
- Cyril, un hombre que tiene dos hijos con la mujer que vive, pero no están casados; representa la nueva era de ideas modernas sobre el matrimonio y las relaciones
- El señor Clacton y la señora Seal, trabajan con Mary en la oficina por el sufragio
- El señor Basnett
- Joan, hermana de Ralph
- Harry Sandys, antiguo amigo de la universidad de Ralph